# Cuatresia colombiana
Cuatresia colombiana är en potatisväxtart som beskrevs av A.T. Hunziker. Cuatresia colombiana ingår i släktet Cuatresia, och familjen potatisväxter. Inga underarter finns listade i Catalogue of Life.